# Хуш
Хуш, Куш (др.-евр. כּוּשׂ Ху́ш) (гематрия — 326, нумерация Стронга — 3568) — один из четырёх сыновей Хама, старший из братьев Мицраима, Фута и Ханаана. Имел шестерых сыновей.

## Потомки Хуша
По Книге Бытия, у Хуша было шесть сыновей: Сева, Хавила, Савта, Раама, Савтеха и Нимрод.
В Книге Праведного сыновья Куша (Хуша) упомянуты как Саба, Хавила, Сабта, Раама и Сатека (Сабтека) и Нимрод.
По книге Бытия, сыновья Раамы: Шева и Дедан.
Древнееврейское название страны Куш, или Хуш в Септуагинте, в которой жили кушиты (потомки Хуша), как правило, замещено именем Ефиопия в обширном смысле. Под ней понимался весь южный берег Персидского залива, устья Евфрата и местность к югу от Египта. В ассирийских клинообразных памятниках, согласно с еврейской Библией, она называется страной Кус, чему родственно и египетское наименование её словом Кес. Из сопоставления библейских параллелей считается, что существовали две страны с этим именем: одна между Вавилоном и Аравийским полуостровом, другая ― на северо-восточном берегу Африки, приблизительно на месте современной Нубии, по направлению к Абиссинии.
По свидетельству памятников ассирийской древности кушиты или кадим были первобытными протохалдеями, которые составляли основное зерно так называемой сумерийско-аккадийской народности, положившей начало наидревнейшей халдейско-вавилонской цивилизации и культуре.
Со временем кушиты, принужденные уступить свою территорию семитам, сначала перекочевали в Аравию, а отсюда, при фараоне 12-м, Узерпизене I, были переселены в Египет (около 2000 года до н. э.) и водворены на жительство в Нубии.

### Потомки Севы
Имя Севы, хотя и с некоторым отличием в правописании (סבא, Себа и שבא, Шеба), встречается в данной генеалогии и еще раз при исчислении потомков Сима, отсюда возникает трудность разграничить и определить территорию тех и других савеев.
Профессор Александр Павлович Лопухин считал, что ближе всего к истине показание Иосифа Флавия, определяющего местоположение кушитской Савеи на севере Нубии, в области Мерое; хотя этим не исключается и то предположение, что до переселения в Африку савеи обитали где-либо в Азии, например, в Йемене или южной Аравии, как думал блаженный Иероним Стридонский. Священное Писание благоприятствует каждому из этих взглядов, когда, с одной стороны, называют Саву (Савею) отдаленной южной страной (Пс. 71:10, Ис. 43:3; Ис. 45:14), с другой ― соединяет её с землей Куш или Ефиопией.

### Потомки Хавилы
По мнению Иосифа Флавия, от Хавилы (Эвиля) произошли гетулы, населявщие оазисы Сахары (современные туареги): «Эвиль (Хавила) [положил начало] эвилейцам, ныне именуемым гетулами».
По свидетельствам классических писателей (Птолемея, Плиния, Марциала и др.) потомки Хавилы населяли африканский берег, пограничный с Баб-эль-Мандебским проливом. Свидетельства Библии (Быт. 2:1, 25:18) побуждают искать эту землю в пределах Тигра и Евфрата. Лучшим примирением этих показаний служит то предположение, что были две страны с тем же самым названием и населением: одна ― азиатская, служившая местом первобытного обитания, другая ― африканская, явившаяся следствием позднейшей эмиграции. Таким образом, здесь повторяется та же история, что с землей «Куш» и со страной «Сава», когда колония и метрополия носят одно и то же имя и часто даже меняются ролями.

### Потомки Савты
По предположению Иосифа Флавия, этим именем обозначался народ астабары, населявший ту часть Ефиопии, которая теперь называется Атбарой, а в древности называлась Астабаром. По мнению Птолемея и здесь разумеется Сабота (или Саббата), главный город Счастливой Аравии».

### Потомки Раамы
Книга Бытия упоминает двух сыновей Раамы: Шеву и Дедана. В Книге Праведного имена сыновей Раамы упомянуты как Шеба и Дедан.
По мнению Иосифа Флавия, Шева был родоначальником сабеев, а Дедан — западноэфиопского племени иудадеян.
По сведениям, приводимым А. П. Лопухиным, в Священном Писании имеются указания на Саву, как главный город Счастливой Аравии, и на Дедан, расположенный на берегу Персидского залива. Быть может, библейский Дедан был на том же месте, где и современный Даден».

### Потомки Савтехи
Согласно Ионафановскому таргуму, потомки Савтехи заселяли одну из негритянских провинций, известной из древнеегипетских памятников, где она встречается под формой Субаток. Она находилась на восточном берегу Персидского залива, в области Карамании.

### Потомки Нимрода
Фраза из Книги Бытия «Хуш родил также Нимрода» (Быт. 10:8) не означает непременно того, что Нимрод был непосредственным сыном Хуша, а вообще служит доказательством того, что он происходит по прямой нисходящей линии от него, принадлежал к коренным кушитам и, следовательно, жил в Аравийской Ефиопии, по соседству с библейской долиной Сеннаар.